# Serie D 2015-2016
La Serie D 2015-2016 è stata la 68ª edizione del massimo campionato dilettantistico (nonché il quarto livello) della piramide calcistica italiana. Esso è gestito per la trentacinquesima volta dalla Lega Nazionale Dilettanti.

## Stagione

### Novità
Al campionato hanno partecipato 171 squadre (l'organico consueto di 162 società più nove squadre, ammesse in soprannumero secondo l'articolo n. 52 delle Norme Organizzative Interne della FIGC, da smaltire nelle stagioni successive tramite blocco dei ripescaggi), rappresentanti tutte le regioni d'Italia – tranne la Valle d'Aosta – e la Repubblica di San Marino.
Le due regioni più rappresentate sono le stesse della stagione precedente, Lombardia (con 20 squadre) e Veneto (con 19); seguono poi l'Emilia-Romagna (15), la Toscana (14), il Lazio (13), il Piemonte (11), la Campania e le Marche (10), la Sardegna (8), la Puglia e la Liguria (7), la Calabria, la Sicilia e l'Umbria (6), l'Abruzzo e il Friuli-Venezia Giulia (5), la Basilicata e il Molise (3), il Trentino-Alto Adige (2) e la Repubblica di San Marino (1).

### Aggiornamenti
In un primo momento si era registrata l'esclusione dal torneo di 12 società aventi diritto: Savoia (retrocesso dalla Lega Pro) e Neapolis per rinuncia, nonché Civitanovese, Termoli, HinterReggio, Nuova Gioiese, Sora, Battipagliese, Gelbison, Asti, Forlì e San Marino (queste ultime due retrocesse dalla Lega Pro). Considerando anche il ripescaggio in Lega Pro delle retrocesse Pordenone ed AlbinoLeffe, si era creata una vacanza di 14 posti rispetto alle 167 società componenti l'organico della stagione precedente. Di conseguenza, tenendo conto che tale precedente organico annoverava un sovrannumero di 5 squadre (rispetto all'organico regolamentare di 162), la Lega Nazionale Dilettanti aveva provveduto a ripescare 9 squadre dall'Eccellenza per pareggiare i conti. Successivamente, tuttavia, sono state riammesse al campionato in sovrannumero Forlì e San Marino a seguito di accordo conciliativo fra le parti dopo il ricorso presentato da queste due società contro la non ammissione. Le squadre partecipanti sono quindi salite a 164. L'esclusione del Brindisi per illecito sportivo e l'ulteriore ripescaggio in Lega Pro del Monopoli sono state compensate da ulteriori 2 ripescaggi dall'Eccellenza. Ancora, sono state ammesse in sovrannumero le 5 nuove società rappresentanti le città di Parma, Venezia, Grosseto, Monza e Reggio Calabria (escluse dal calcio professionistico) e, per evitare gironi con un numero di squadre dispari, si è proceduto a ripescare in sovrannumero un'altra squadra dall'Eccellenza. In questo modo si è arrivati all'organico di 170 società. Infine, a gironi e calendari ormai composti, è stata riammessa al torneo una terza squadra fra quelle inizialmente escluse, il Gelbison, arrivando così a 171 club partecipanti (9 in sovrannumero), record assoluto da quando (stagione 1992-1993) il massimo campionato dilettantistico ha adottato il format a 162 squadre. Il Gelbison è stato inserito nel Girone I, modificando il calendario di tale girone che quindi è l'unico con un numero dispari di squadre.
Le squadre escluse dal torneo sono dunque state:
- Savoia (Proveniente dalla Lega Pro)
- Neapolis
- Civitanovese
- Termoli
- HinterReggio

- Nuova Gioiese
- Sora
- Battipagliese
- Asti
- Brindisi (Per condanna)

Sono state invece ripescate in Lega Pro:
- Pordenone (Proveniente dalla Lega Pro)
- AlbinoLeffe (Proveniente dalla Lega Pro)
- Monopoli

Le 12 squadre ripescate dall'Eccellenza sono:
- Liventina[2]
- Atl. S. Paolo
- Monticelli
- Olympia Agnonese
- Ghivizzano
- Derthona

- Scordia
- Folgore Caratese
- Castiadas
- Dro
- Castelfidardo
- Vis Pesaro

Le 5 squadre ammesse in sostituzione di società professionistiche scomparse sono:
- Grosseto
- Monza
- Parma

- Reggina
- Venezia

Avvengono le seguenti fusioni e cambi di denominazione sociale:
- L'Union Pro cambia denominazione in Mestre
- Il Caravaggio, retrocesso in Eccellenza al termine della scorsa stagione, si fonde con l'Aurora Seriate acquisendo il titolo per disputare la Serie D.
- L'Atletico San Paolo cambia denominazione in Luparense San Paolo.

### Formato
Le 171 squadre sono state suddivise in quattro gironi all'italiana da 20 club ciascuno (A, B, C e D), quattro da 18 (E, F, G ed H) e uno da 19 (I), organizzati secondo criteri di vicinanza geografica. Il campionato prevede un turno d'andata ed uno di ritorno, con promozione diretta in Lega Pro 2016-2017 per la vincente di ogni girone.
Al termine della stagione regolare, accedono ai play-off (indipendentemente dai distacchi in classifica) le società classificate al 2º, 3º, 4º e 5º posto in ciascuno dei singoli gironi in cui si articola il Campionato di Serie D, dette Società si incontreranno in gara unica (I° fase, semifinale di girone).
Le vincenti della I° fase si incontreranno in gara unica sul campo della società che, al termine del campionato, avrà occupato nelle rispettive classifiche di girone, la migliore posizione (II fase, finale di girone).
Da quest'anno non si terrà più la fase nazionale dei play-off. Le nove squadre vincenti la fase dei play-off di ciascun girone saranno inserite in una graduatoria finale e definitiva secondo i seguenti criteri:
- Quoziente punti al termine del Campionato (il calcolo sarà sviluppato a seconda se si tratta di un girone a 20, a 19 o a 18).
- In caso di parità numerica acquisirà la posizione migliore tra le squadre ex aequo quella meglio classificata in ciascun girone al termine del Campionato.
- Persistendo ancora la parità numerica acquisirà la posizione migliore tra le squadre ex aequo quella meglio classificata nella Coppa Disciplina al termine del Campionato.

Inoltre sono previsti i seguenti bonus:
- Alla squadra vincitrice la Coppa Italia Serie D 2015-2016, che avrà vinto i play-off di girone, sarà aggiunto al quoziente punti, un bonus di 0,50.
- Alla squadra perdente la finale della Coppa Italia Serie D 2015-2016, che avrà vinto i play-off di girone, sarà aggiunto al quoziente punti, un bonus di 0,25.
- Alla squadra classificatasi al primo posto del girone per il Concorso “Giovani D valore", sarà aggiunto al quoziente punti un bonus di 0,10.
- Alle squadre classificatesi al secondo e terzo posto di ciascun girone per il Concorso "Giovani D Valore", sarà aggiunto al quoziente punti un bonus di 0,05.

Le società, che vinceranno i play-off Serie D 2015-2016 in ciascuno dei 9 gironi ed inserite nella suddetta graduatoria, acquisiranno di diritto la priorità per la presentazione di eventuale domanda di ammissione al campionato unico di Lega Pro 2016-2017, qualora si verificassero diverse determinazioni da parte del Consiglio Federale riguardo al completamento degli organici nei campionati professionistici.

## Squadre Partecipanti

### Girone A
- Acqui
- Argentina
- Borgosesia
- Bra
- Caronnese
- Castellazzo Bormida
- Chieri
- Derthona
- Fezzanese
- Gozzano
- Lavagnese
- Ligorna
- Novese
- OltrepoVoghera
- Pinerolo
- Pro Settimo & Eureka
- RapalloBogliasco
- Sestri Levante
- Sporting Bellinzago
- Vado

### Girone B
- Bustese
- Caravaggio
- Ciliverghe Mazzano
- Ciserano
- Fiorenzuola
- Folgore Caratese
- Grumellese
- Inveruno
- Lecco
- MapelloBonate
- Monza
- Olginatese
- Pergolettese
- Piacenza
- Pontisola
- Pro Sesto
- Seregno
- Sondrio
- Varesina
- Virtus Bergamo

### Girone C
- Abano
- Belluno
- Calvi Noale
- Campodarsego
- Dro
- Este
- Fontanafredda
- Giorgione
- Levico
- Liventina
- Luparense San Paolo
- Mestre
- Montebelluna
- Sacilese
- Tamai
- Triestina
- Union Ripa La Fenadora
- UFM Monfalcone
- Venezia
- Virtus Verona

### Girone D
- AltoVicentino
- ArzignanoChiampo
- Bellaria Igea Marina
- Clodiense
- Correggese
- Delta Rovigo
- Forlì
- Fortis Juventus
- Imolese
- Legnago
- Lentigione
- Mezzolara
- Parma
- Ravenna
- Ribelle
- Romagna Centro
- Sammaurese
- San Marino
- Villafranca Veronese
- Virtus Castelfranco

### Girone E
- Città di Castello
- Colligiana
- Foligno
- Gavorrano
- Ghivizzano
- Gualdo Casacastalda
- Gubbio
- Jolly Montemurlo
- Massese
- Pianese
- Poggibonsi
- Ponsacco
- Sangiovannese
- Scandicci
- Valdinievole Montecatini
- Viareggio
- Sansepolcro
- Voluntas Spoleto

### Girone F
- Amiternina
- Avezzano
- Campobasso
- Castelfidardo
- Chieti
- Fano
- Fermana
- Folgore Veregra
- Giulianova
- Isernia
- Jesina
- Matelica
- Monticelli
- Olympia Agnonese
- Recanatese
- Sambenedettese
- San Nicolò
- Vis Pesaro

### Girone G
- Albalonga
- Arzachena
- Astrea
- Budoni
- Castiadas
- Cynthia
- Flaminia C.C.
- Grosseto
- Lanusei
- Muravera
- Nuorese
- Olbia
- Ostia Mare
- Rieti
- San Cesareo
- Torres
- Trastevere
- Viterbese Castrense

### Girone H
- Aprilia
- AZ Picerno
- Bisceglie
- Fondi
- FC Francavilla
- Gallipoli
- Isola Liri
- Manfredonia
- Nardò
- Pomigliano
- Potenza
- Progreditur Marcianise
- San Severo
- Serpentara Bellegra Olevano
- Taranto
- Torrecuso
- Turris
- Virtus Francavilla

### Girone I
- Agropoli
- Aversa Normanna
- Cavese
- Due Torri
- Frattese
- Gelbison
- Gragnano
- Leonfortese
- Marsala
- Noto
- Palmese
- Reggio Calabria
- Rende
- Roccella
- Sarnese
- Scordia
- Siracusa
- Vibonese
- Vigor Lamezia

## Poule Scudetto
Per l'assegnazione del titolo italiano di Serie D, al termine della stagione regolare, le nove squadre prime classificate sono state suddivise in tre triangolari e si sono incontrate in gare di sola andata. Chi vince il primo incontro riposerà nel secondo o, in caso di pareggio, quella che avrà disputato la prima sfida in trasferta.
Le vincenti dei triangolari e la miglior seconda hanno avuto accesso alle semifinali, che sono state definite per sorteggio e che si sono disputate, così come per la finale Scudetto, in campo neutro e senza tempi supplementari, in caso di parità si andrà direttamente ai rigori.
Nel caso in cui due o tutte e tre le squadre avessero concluso il proprio triangolare a pari punti, per determinare la vincente si sarebbe tenuto conto dello scontro diretto e della migliore posizione nella classifica della Coppa Disciplina. Per stabilire la migliore tra le seconde, si sarebbe tenuto conto, dei punti ottenuti negli incontri disputati, della migliore posizione nella classifica della Coppa Disciplina, dell'età media più giovane.
Graduatoria Coppa Disciplina:
- Sporting Bellinzago
- Viterbese Castrense
- Sambenedettese
- Parma
- Piacenza
- Virtus Francavilla
- Venezia
- Siracusa
- Gubbio

### Squadre partecipanti
| Triangolare 1       | Triangolare 2  | Triangolare 3       |
| ------------------- | -------------- | ------------------- |
| Sporting Bellinzago | Parma          | Viterbese Castrense |
| Piacenza            | Gubbio         | Virtus Francavilla  |
| Venezia             | Sambenedettese | Siracusa            |

### Turno preliminare

#### Triangolare 1
| Squadra                | P.ti | G | V | N | P | GF | GS | DR |
| ---------------------- | ---- | - | - | - | - | -- | -- | -- |
| 1. Sporting Bellinzago | 4    | 2 | 1 | 1 | 0 | 4  | 3  | +1 |
| 2. Piacenza            | 4    | 2 | 1 | 1 | 0 | 5  | 1  | +4 |
| 3. Venezia             | 0    | 2 | 0 | 0 | 2 | 4  | 9  | -5 |

|                     | Risultati |                     | Luogo e data                        |
| ------------------- | --------- | ------------------- | ----------------------------------- |
| Venezia             | 3-4       | Sporting Bellinzago | Venezia, 15 maggio 2016             |
| Piacenza            | 5-1       | Venezia             | Piacenza, 22 maggio 2016            |
| Sporting Bellinzago | 0-0       | Piacenza            | Bellinzago Novarese, 29 maggio 2016 |
|                     |           |                     |                                     |

#### Triangolare 2
| Squadra           | P.ti | G | V | N | P | GF | GS | DR |
| ----------------- | ---- | - | - | - | - | -- | -- | -- |
| 1. Gubbio         | 6    | 2 | 2 | 0 | 0 | 3  | 1  | +2 |
| 2. Sambenedettese | 1    | 2 | 0 | 1 | 1 | 2  | 3  | -1 |
| 3. Parma          | 1    | 2 | 0 | 1 | 1 | 3  | 4  | -1 |

|                | Risultati |                | Luogo e data                             |
| -------------- | --------- | -------------- | ---------------------------------------- |
| Gubbio         | 2-1       | Parma          | Sansepolcro, 14 maggio 2016              |
| Parma          | 2-2       | Sambenedettese | Parma, 22 maggio 2016                    |
| Sambenedettese | 0-1       | Gubbio         | San Benedetto del Tronto, 29 maggio 2016 |
|                |           |                |                                          |

#### Triangolare 3
| Squadra                | P.ti | G | V | N | P | GF | GS | DR |
| ---------------------- | ---- | - | - | - | - | -- | -- | -- |
| 1. Viterbese Castrense | 3    | 2 | 1 | 0 | 1 | 6  | 4  | +2 |
| 2. Virtus Francavilla  | 3    | 2 | 1 | 0 | 1 | 5  | 5  | +0 |
| 3. Siracusa            | 3    | 2 | 1 | 0 | 1 | 4  | 6  | -2 |

|                     | Risultati |                     | Luogo e data                        |
| ------------------- | --------- | ------------------- | ----------------------------------- |
| Siracusa            | 1-4       | Viterbese Castrense | Siracusa, 15 maggio 2016            |
| Virtus Francavilla  | 2-3       | Siracusa            | Francavilla Fontana, 22 maggio 2016 |
| Viterbese Castrense | 2-3       | Virtus Francavilla  | Viterbo, 29 maggio 2016             |
|                     |           |                     |                                     |

### Fase finale
Le squadre qualificate alla fase finale, accederanno alle semifinali che, così come la finale, si disputeranno in campo neutro dal 3 al 5 giugno.
Per gli incontri della fase finale non sono previsti al termine dei 90' i tempi supplementari, ma in caso di parità si andrà direttamente ai calci di rigore.

#### Semifinali
|                     | Risultati |                     | Luogo e data             |
| ------------------- | --------- | ------------------- | ------------------------ |
| Viterbese Castrense | 6-1       | Sporting Bellinzago | Firenze, 3 giugno 2016   |
| Gubbio              | 2-3       | Piacenza            | Pontedera, 3 giugno 2016 |
|                     |           |                     |                          |

#### Finale
|                     | Risultati |          | Luogo e data             |
| ------------------- | --------- | -------- | ------------------------ |
| Viterbese Castrense | 2-1       | Piacenza | Viareggio, 5 giugno 2016 |
|                     |           |          |                          |